# Troja (film)
Troja je ameriški epski vojni film, izdan leta 2004, ki ga je napisal David Benioff in režiral Wolfgang Petersen. V filmu igrajo Brad Pitt kot Ahil, Eric Bana kot Hektor, Orlando Bloom kot Paris, Diane Kruger kot Helena, Sean Bean kot Odisej, Brian Cox kot Agamemnon, Rose Byrne kot Brizeida, Garrett Hedlund kot Patroklos, Peter O'Toole kot Priam, Brendan Gleeson kot Menelaj in Tyler Mane kot Ajant.
Film je prejel nominacijo za oskarja v kategoriji za »najbolje oblikovane kostume«.

## Zgodba
Film temelji na Homerjevi »Ilijadi«. Na začetku se zgodba odvija v Šparti, kjer trojanski princ Hektor (Eric Bana) in njegov mlajši brat, Paris (Orlando Bloom) proslavljata mir med Šparto in Trojo. Paris se je zaljubil v Heleno (Diane Kruger), ženo špartskega kralja Menelaja (Brendan Gleeson), in skupaj pobegneta v Trojo. Razjarjeni Menelaj se želi maščevati. Menelaj obišče svojega brata Agamemnona (Brian Cox), kralja, ki je zavzel vsa kraljestva v Grčiji in jim sedaj poveljuje. Agamemnon, ki je že več let želel osvojiti Trojo, da bi dobil oblast nad Egejskim morjem, to izkoristi za razlog za napad Troje. General Nestor (John Shrapnel) mu svetuje, naj s seboj v vojno vzame tudi Ahila (Brad Pitt), najboljšega bojevnika tistega časa.
Odisej (Sean Bean), kralj, podrejen Agamemnonu, obišče Ftio, da bi Ahila prepričal, naj se skupaj z njimi bojuje v Troji. Ko ga najde, Ahil skupaj s svojim bratrancem Patroklosom (Garrett Hedlund) vadi mečevanje. Da bi se lažje odločil, Ahil obišče svojo mamo, Tetis, ter jo vpraša za nasvet. Pove mu, da je vedela, da bo prišel ta dan, še preden se je Ahil sploh rodil. Pove mu tudi, da bo, če ne bo odšel v Trojo, živel dolgo in srečno, da bo imel otroke, vendar da bo, ko bo umrl, njegovo ime pozabljeno in nihče se ga ne bo spominjal. Če pa bo odšel v Trojo, bo zaslovel s svojimi bitkami in njegovo ime bo za večno zapisano v zgodovini, vendar bo v Troji tudi umrl.
Grki odjadrajo v Trojo. Ahil in Mirmidonci so hitrejši od ostalih, zaradi česar na kopnem pristanejo pred drugimi. Tam pobijejo mnogo Trojancev in oskrunijo Apolonov tempelj. Brizeida (Rose Byrne), članica trojanske kraljeve družine, je zajeta in Grki si jo kljub Ahilovi naklonjenosti do nje vzamejo kot nagrado.
Ahil in njegovi Mirmidonci se naslednji dan ne borijo, saj je bil Agamemnon nepravičen do Brizeide. Ko Grki obkrožijo Trojo, Paris izzove Menelaja v boj, da bi preprečil bojevanje med Grki in Trojanci. Menelaj se strinja, Agamemnon pa namerava kljub sporazumu po dvoboju napasti mesto. Menelaj Parisa z lahkoto premaga, ga rani, vendar ga ne ubije. Hektor poseže v dvoboj in ubije Menelaja. Grki napadejo trojanske vojake, vendar so se potem, ko lokostrelci iz trojanskega zida zdesetkajo njihove čete, prisiljeni umakniti.
Agamemnon Brizeido da svojim vojakom, vendar jo Ahil reši. Odnese jo nazaj v svoj šotor in ji očisti rane. Brizeida ga nato poskuša ubiti, vendar se nazadnje zaljubita drug v drugega. Naslednji dan se Ahil in njegovi možje pripravljajo na odhod, kar pa ogorči Partoklosa.
Trojanci nameravajo presenetiti Grke z napadom. Ko so Grki že skoraj na robu poraza, se prikaže Ahil s svojimi Mirmidonci in se pridruži boju ter se nazadnje začne bojevati s Hektorjem. Vsi opazovalci so šokirani, ko Hektor prereže Ahilovo grlo. Kakorkoli že, ko Hektor poklekne in sname Ahilovo čelado, se razkrije, da je pod njo Patroklos, ki je na smrt ranjen. Obe strani sporazumno končata z bojevanjem in Odisej Hektorju pove, koga je v resnici ubil. Ahila, ki je bitko prespal, z bratrančevo smrtjo seznani Evdoros. Grki so Patroklosa zamenjali za Ahila tudi zato, ker je imel oblečen njegov oklep ter se podobno premikal; besni Ahil se želi maščevati. Tisto noč Ahil sežge Patroklosa na pogrebni grmadi.
Dan kasneje Ahil odide do trojanskega zidu in zahteva, da se Hektor sam sooči z njim. Na začetku sta dvobojevalca izenačena, vendar Ahil kmalu prevzame prednost. Na koncu Ahil ubije Hektorja. Nato truplo priveže na konec voza ter ga odvleče v grški tabor, kar šokira vse Trojance. Isto noč kralj Priam (Peter O'Toole) odide do grškega vojnega tabora in Ahila prosi, naj mu vrne sinovo truplo. Potem, ko kralj ugovarja Ahilu, ta privoli v njegovo zahtevo in mu dovoli, da vzame Hektorjevo truplo, da ga pokoplje ter mu obljubi dvanajst dni miru za pogrebne igre. Ahil Priamu dovoli tudi, da s seboj vzame Brizeido, kasneje pa Evdorsu poda svoj zadji ukaz; naj Mirmidonce odpelje domov.
V dvanajstih dneh, ko Trojanci žalujejo za Hektorjem, Grki načrtujejo, kako bodo prodrli v mesto tako, da bodo uporabili lesenega konja, česar se je domislil Odisej ter tako preprečili, da bi Trojanci ubili še več njihovih mož. Grki konja zapustijo v svojem taboru, tako da Trojanci menijo, da so Grki odšli. V resnici so se slednji skrili blizu zaliva. Priam verjame svojim svečenikom, ki menijo, da je konj daritev Pozejdonu. Med proslavljanjem zmage Trojanci konja odpeljejo v mesto. Nek Trojanski vojak odkrije grške ladje, ki se skrivajo v zalivu, vendar ga Grki ubijejo, še preden je lahko povedal novico. Skupina Grkov ponoči zleze iz konja ter odpre vrata trojanskega zidu in tako omogoči večini grške vojske vstop v mesto. Nepripravljene Trojance hitro ubijejo. Medtem ko mesto gori, se Agamemmnon in Odisej s svojo vojsko prebijeta do gradu in ubijeta Glaukosa in Priama med bojevanjem.
Medtem, ko skozi skrivni prehod zapuščajo Trojo, Paris med ubežniki poleg Andromahe in Helene ter drugih opazi tudi Eneja. Eneju preda trojanski meč in mu pove: »Dokler ostane v rokah Trojanca, imajo naši ljudje prihodnost. Zaščiti jih, Enej; poišči jim nov dom.«
Ahil obupano išče Brizeido, ki ji grozi Agamemnon. Sama ga ubije s skritim nožem, pred njegovimi stražarji pa jo zaščiti Ahil. Medtem ko ji Ahil pomaga vstati, ga Paris ustreli v njegovo ranljivo peto in nato večkrat v trup. Brizeida steče do Ahila, s čimer preseneti Parisa. Ahil jo skuša prepričati, naj se pridruži Parisu in pobegne iz mesta. Ahil ju opazuje, ko pobegneta, nato pa zaradi ran umre. Nato na prizorišče prispejo vojaki in vidijo Ahila z eno samo puščico, ki je prebodla njegovo peto, saj je vse ostale odstranil, s čimer obrazložijo nastanek legende, v kateri naj bi Ahila ubila le zastrupljena puščica, s katero so ga zadeli v peto. Naslednji dan med ruševinami Troje njemu v čast priredijo pogrebne igre. Film se konča z Odisejevim govorom: »Če kdaj povedo mojo zgodbo, naj porečejo, da sem hodil z velikani. Možje vstajajo in padajo kot pšenica pozimi, a ta imena ne bodo nikoli pozabljena. Naj porečejo, da sem živel v času Hektorja, krotilca konj. Naj porečejo, da sem živel v času Ahilovem.«

## Igralska zasedba
Grki:
- Brad Pitt kot Ahil - Sin Peleja in Tetis. Vodja Mirmidoncev.
- Diane Kruger kot Helena - Kraljica Šparte in Menelajeva žena. Parisova ljubica.
- Sean Bean kot Odisej - Kralj Itake in Ahilov prijatelj. Bil naj bi najmodrejši med Grki.
- Brendan Gleeson kot Menelaj - Kralj Šparte in Helenin mož. Agamemnonov brat.
- Brian Cox kot Agamemnon - Mikenski kralj. Menelajev brat.
- Garrett Hedlund kot Patroklos - Bratranec in učenec Ahila.
- Tyler Mane kot Ajant - Kralj Salamisa. Drugi najboljši vojak v Grčiji, takoj za Ahilom.
- John Shrapnel kot Nestor - Agamemnonov svetovalec.
- Vincent Regan as Evdoros - Vodja Mirmidoncev.
- Julie Christie kot Tetis - Ahilova mati.
- Ken Bones kot Hiposij - Menelajev svetovalec.
- Julian Glover kot Triopas - Kralj Tesalije.
- Nathan Jones kot Boagrij - Tesalijski junak.
- Siri Svegler as Polidora - Špartska umetnica.
- Adoni Maropis kot Agamemnonov častnik.
- Jacob Smith kot kurir.
- Retxed Karpintero kot star špartski ribič.
- Lucie Barat kot Helenina spletična.

Trojanci
- Eric Bana kot Hektor - Trojanski princ in najboljši trojanski vojak. Najstarejši Priamov sin, Parisov brat in Andromahin mož.
- Orlando Bloom kot Paris - Trojanski princ. Najmlajši Priamov sin, Hektorjev brat in Helenin ljubimec.
- Peter O'Toole kot Priam - Trojanski kralj in oče Hektorja ter Parisa.
- Rose Byrne kot Brizeida - Apolonova svečenica in Hektorjeva ter Parisova sestrična. Ahilova ljubica.
- Saffron Burrows kot Andromaha - Trojanska princesa in Hektorjeva žena.
- James Cosmo kot Glaukos - Glavni general trojanske vojske.
- Nigel Terry kot Arheptolomej - Trojanski visoki svečenik in Priamov svetovalec.
- Trevor Eve kot Velior - Trojanski svečenik.
- Mark Lewis Jones kot Tekton - Vodja Apolonove straže.
- Owain Yeoman kot Lisander - Vodja trojanske vojske.
- Frankie Fitzgerald kot Enej - Trojanski mladenič.

## Produkcija
Večina scen mesta Troje je bilo zgrajenih na mediteranskem otoku Malta, v mestu Fort Ricasoli, gradili pa so jih od aprila od junija 2003. Ostale pomembnejše prizore so posneli v Mellieħi, majhnem mestu na severu Malte ter na majhnem otoku, imenovanem Comino. Prizore izven trojanskega zidu so posneli v Cabo San Lucasu, Mehika.

## Glasba
V originalu je več kot leto dni na glasbi iz filma Troja delal skladatelj Gabriel Yared, ki ga je najel režiser filma, Wolfgang Petersen.
Gabriel Yared je napisal in posnel glasbo iz filma, zapela pa jo je Tanja Tzarovska, ki je svoj glas posodila tudi na verziji soundtracka Jamesa Hornerja. Kakorkoli že, potem, ko so film posneli s še nedokončano verzijo soundtracka, ta filmskim ustvarjalcem ni bila všeč. Gabriel Yared ni več sodeloval pri projektu in sploh ni dobil priložnosti, da bi popravil ali spremenil svojo glasbo, podjetje Warner Bros. pa je že iskalo zamenjavo. Kot je povedal Gabriel Yared, se je soundtrack ustvarjalcem filma zdel preveč »staromoden«.
Gabriela Yareda so po kakšnih štirih tednih nadomestili z Jamesom Hornerjem. Tudi on je uporabil vokal Tanje Tzarovske, tradicionalno zahodno mediteransko glasbo in tolkala. Tolkala so postala izrazitejša v bolj dramatičnih scenah; najbolj opazno je bilo to pri dvoboju med Ahilom in Hektorjem. Tema njegovih inštrumentalnih prizorov je zelo podobna Rachmaninoffovi 1. simfoniji, skladbi »Planeti« Gustava Holsta in skladbi War Requiem Benjamina Brittena. Nekateri kritiki so menili tudi, da sta na glasbo iz filma vplivali temi skladb Adagio for Strings Samuela Barberja in Peta simfonija Dimitrija Šostakoviča.
James Horner je sodeloval tudi z ameriškim pevcem in tekstopiscem Joshom Grobanom ter z ameriško tekstopisko Cynthio Weil, ki ju je najel zato, da bi napisala pesem za konec filma. Produkt sodelovanja je bila pesem »Remember«, ki sta jo izvedla Josh Groban in Tanja Tzarovska. Pesem je bila tudi del soundtracka filma.
V času, ko je film izšel, je Gabriel Yared dele svoje neizdane glasbe objavil na svoji zasebni spletni strani, vendar jih je nazadnje na zahtevo podjetja Warner Brothers umaknil. Neavtorizirani posnetki še vedno krožijo po internetu. Njegova glasba je od takrat pritegnila veliko pozornosti oboževalcev glasbe filma Troja. Izdali so mnogo peticij, v katerih so ustvarjalce filma naprošali, naj izdajo tudi zgoščenko z glasbo Gabriela Yareda v omejeni izdaji ali pa naj jo priložijo k drugi izdaji DVD-ja s posebnimi dodatki. Teh prošenj podjetje Warner Bros. ni uslišalo.

## Režiserjev odlomek
Režiserjev odlomek iz filma Troja je bil predvajan na 57. berlinskem filmskem festivalu 17. februarja 2007, aprila 2007 pa je v Nemčiji izšel tudi na DVD-jih v omejeni izdaji. Podjetje Warner Home Video naj bi za slednje po poročilih odštelo 1 milijon $, vse skupaj pa naj bi vključevalo še »vsaj 1.000 novih odlomkov« ali skoraj 30 minut dolgo dodatno fotomontažo (vse skupaj je trajalo 196 minut). DVD z dodatki je kasneje, 18. septembra 2007, izšel tudi v Združenih državah Amerike. Zelo so spremenili glasbo iz filma, saj so odstranili mnoge ženske vokale. Poleg tega je bila uporabljena tema glasbe iz filma Dannyja Elfmana, Planet opic (2001), med ključnim bojem med Ahilom in Hektorjem, ki se je odvijal pred trojanskim zidom.
Mnogo prizorov je bilo skrajšanih ali razširjenih. Ljubezenska scena med Heleno in Parisom je bila, na primer, v celoti preoblikovana in je vključevala več prizorov, ki so prikazovali golo Diane Kruger. Tudi ljubezenska scena med Ahilom in Brizeido je bila razširjena. V celoti so odstranili samo en prizor: sceno, kjer Helena čisti Parisove rane. Razširili so tudi prizore bojevanja, kjer so prikazali več Trojancev, ki jih je Ajant poškodoval med začetnimi napadi grške vojske. Najbolj opazno spremenjen prizor pa je bil prizor, v katerem pade Troja, saj prikažejo vse, kar so posneli, ne da bi določene scene izrezali ali skrajšali. Večji poudarek je bil na likih, kot sta Priam in Odisej, uvod v prizor pa je bil nekoliko šaljiv. Na koncu je bilo dodanih še nekaj prizorov; na začetku je pes nekega vojaka našel svojega mrtvega gospodarja, nazadnje pa se prikaže peščica preživelih Trojancev, ki beži proti gori Ida. V enem izmed komentarjev glede konca filma je eden izmed filmskih ustvarjalcev dejal, da so se vsakič, ko so se spraševali, ali bi bilo bolje slediti temu, kar je Homer zapisal v Ilijado, ali bi bilo bolje narediti nekaj, kar bi film naredilo bolj zanimiv, odločili za drugo možnost.

## Odziv
Celotna produkcija filma Troja je na koncu stala 175.000.000 $. Zaradi tega je Troja eden izmed najdražjih filmov, kar jih je bilo kdaj posnetih v sodobni filmski industriji. Dokler snemanja še niso končali, je veljal za dvaindvajseti najdražji film, kar jih je bilo kdaj posnetih, po končanem snemanju pa se je povzpel na trinajsto mesto. Bil je eden izmed filmov, za katere so predlagali, da bi jih vrteli na filmskem festivalu v Cannesu leta 2004.
Film Troja je samo v Združenih državah Amerike zaslužil 133 milijonov $ (133.378.256 $).
Več kot 73% dobička, ki ga je zaslužil film Troja, je prihajalo zunaj Združenih držav Amerike. Nazadnje je film Troja zaslužil več kot 497 milijonov $ po svetu ter tako postal šestdeseti najbolje prodajan film vseh časov.
Film Troja je s strani filmskih kritikov prejel mešane ocene. Spletna stran Rotten Tomatoes mu je dodelila 55% pozitivnih ocen od 215 kritik, medtem ko je na spletni strani Yahoo! Movies dobil oceno »-4«, ki je temeljila na petnajstih kritikah. Roger Ebert, ki mu to, kar je imenoval za nezvesto upodobitev Ilijade, ni bilo všeč, je filmu dodelil dve zvezdici od štirih. Roger Ebert je trdil, da film Troja »zanemari obstoj grških bogov, svoje heroje spremeni v junake iz klišejskih akcijskih filmov in demonstrira, zakaj smo naveličani računalniško ustvarjenih vojsk.«

### Zaslužek
- Proračun - 175.000.000 $[6]
- Cena trženja - 50.000.000 $
- Zaslužek ob prvem tednu od izida - 46.865.412 $
- Zaslužek v Združenih državah Amerike - 133.378.256 $
- Zaslužek zunaj Združenih držav Amerike - 364.031.596 $[6]
- Celoten zaslužek - 497.409.852 $

## Nagrade in nominacije
| Nagrada                               | Leto | Kategorija                                         | Prejemnik | Osvojeno? |
| ------------------------------------- | ---- | -------------------------------------------------- | --- | --------- |
| ASCAP Film and Television Music Award | 2005 | Najboljša glasba iz filma                          | James Horner | Da        |
| Oskar                                 | 2005 | Najbolje oblikovani kostumi                        | Bob Ringwood | Ne        |
| Japanese Academy Prize                | 2005 | Najboljši tuj film                                 | / | Ne        |
| MTV Movie Award                       | 2005 | Najboljši pretep                                   | Brad Pitt in Eric Bana | Ne        |
| MTV Movie Award                       | 2005 | Najboljši moški nastop                             | Brad Pitt | Ne        |
| Golden Reel Award                     | 2005 | Najboljše urejanje glasbe v tujem jeziku           | Wylie Statesman, Martin Cantwell, James Boyle, Harry Barnes, Paul Conway, Alex Joseph, Matthew Grime, Steve Schwalbe, Howard Halsall, Sue Lenny, Simon Price in Nigel Stone | Ne        |
| Teen Choice Award                     | 2005 | Izbira filmskega igralca - Drama/Akcijska avantura | Brad Pitt | Da        |
| Teen Choice Award                     | 2005 | Izbira filmskega igralca - Drama/Akcijska avantura | Orlando Bloom | Ne        |
| Teen Choice Award                     | 2005 | Izbira filma - Drama/Akcijska avantura             | / | Ne        |
| Teen Choice Award                     | 2005 | Izbira prebojne zvezde - Moški                     | Garrett Hedlund | Ne        |
| Teen Choice Award                     | 2005 | Izbira pretepa/akcijskih zaporedij                 | / | Ne        |